# هاري ييتس (لاعب كرة قدم)
هاري ييتس (بالإنجليزية: Harry Yates)‏ (26 سبتمبر 1925 بهدرسفيلد في المملكة المتحدة - 1 يناير 1987) هو لاعب كرة قدم بريطاني (وحمل سابقاً جنسية المملكة المتحدة لبريطانيا العظمى وأيرلندا) في مركز مهاجم داخلي. لعب مع أكسفورد يونايتد وهدرسفيلد تاون ونونيتون بورو ‏ وBedford Town F.C. ‏ ودارلينجتون إف سى.